# Спиртівка
Спиртівка — малогабаритний пальник для рідкого палива, що містить резервуар для рідини (спирту), з кришкою, через яку пропущений ґніт, нижній кінець якого розміщений в резервуарі, а верхній кінець виступає зверху. Існують спеціалізовані спиртівки для обігріву і приготування їжі. 
Перевагами використання спиртівок є доступність спирту як палива, практичність використання, безпека використання, а також екологічність спирту. Особливо остання перевага є значною в порівнянні з горілками на гасі та сухому спирті (уротропіні), тому, що ці види палива є шкідливими для здоров'я їх в жодному разі не можна використовувати в закритому приміщенні. Саме тому спиртівки використовують для шкільних дослідів з хімії, оскільки горіння спирту не несе шкоди здоров'ю школярів. 

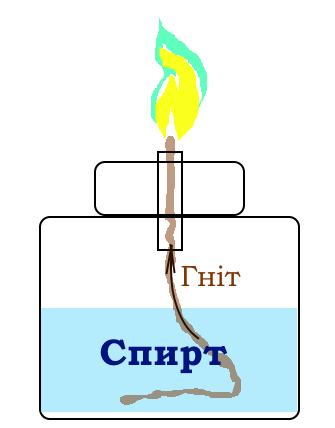
Малюнок демонструє принцип роботи спиртівки. Стрілкою зазначений рух спирту по капілярах ґнота

## Будова спиртівки лабораторної
Спиртівка складається
- зі скляної колби з різьбою

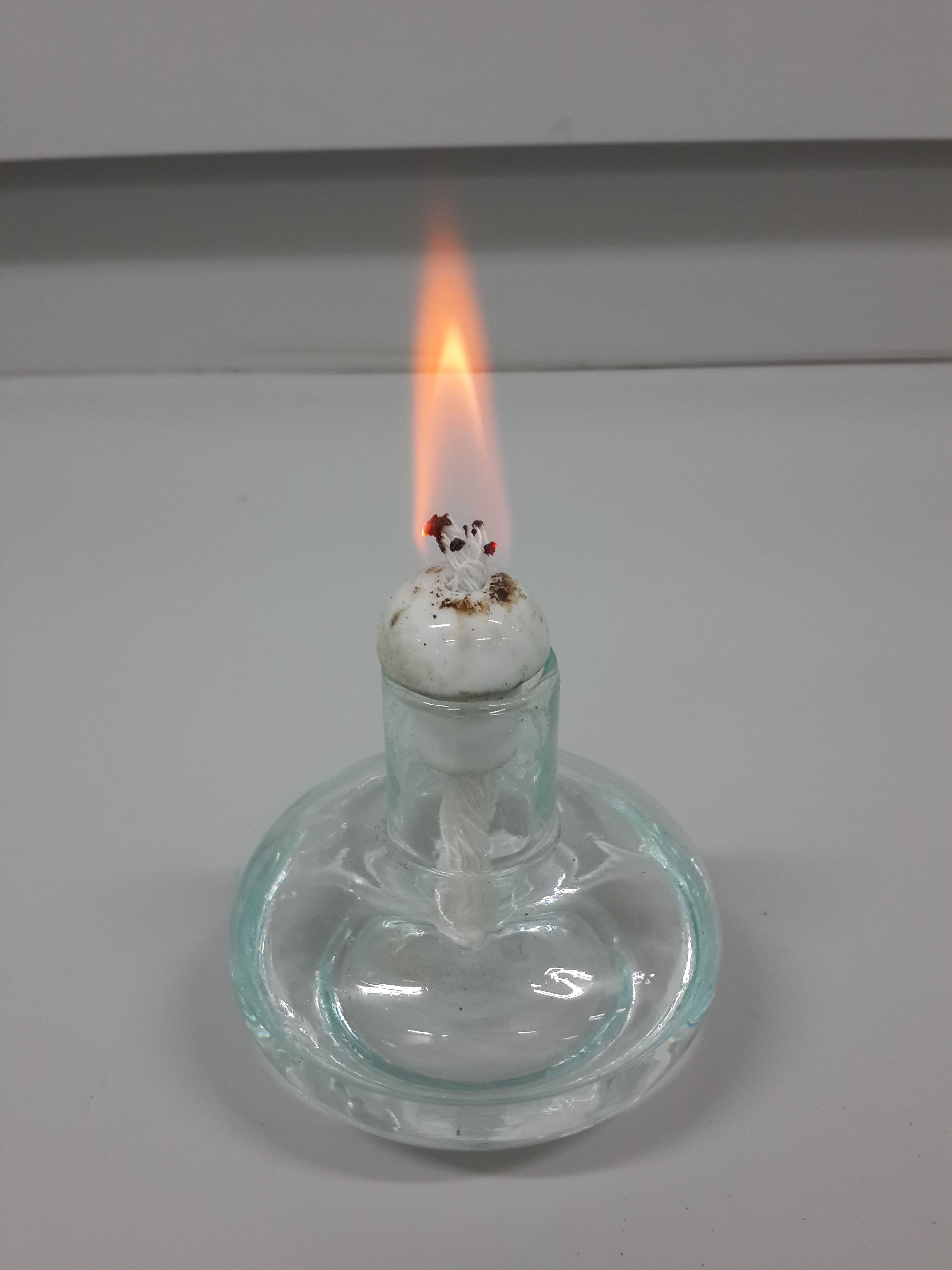
Лабораторна спиртівка

- підставки, виготовленої зі сталевого дроту з антикорозійним покриттям (чорнінням).

У горловину корпусу вставляється металева втулка з азбестовим або бавовняним ґнотом, зверху закручується пластмасовий захисний ковпачок.

## Варіанти застосування
- у хімічних і шкільних лабораторіях для підігріву, плавлення матеріалів, для нагріву невеликих лабораторних посудин (пробірок, колб для хімічних робіт) та інших подібних термічних процесів;
- у туризмі чи на військових польових виходах для приготування їжі;
- у медичних установах для стерилізації у відкритому полум'ї медичних інструментів;
- в інших випадках, де потрібне застосування відкритого полум'я незначної теплової потужності.

## Принцип роботи
Принцип роботи спиртівки той самий, що й гасової чи олійної лампи, лампадки чи будь-якого іншого пристрою, що використовує ґніт.
Ґніт — зібрані в джгут волокна. Проміжки між ними утворюють канали для рідини, яка переміщується ними під дією капілярних сил; у спиртівках — з резервуара палива до місця горіння. Ґніт виготовляють з бавовняних волокон у вигляді джгута або тканої стрічки; це може бути стрічка типу бавовняного ременя тощо. Протягом горіння слід підтягувати ґніт потрошку догори, забезпечуючи тим самим регулювання довжини ділянки гніту в зоні горіння і поступової заміни його від згоряння.

## Заходи безпеки при роботі зі спиртівкою
- ознайомитися з конструкцією спиртівки
- зняти ковпачок зі спиртівки та покласти на стіл;
- дещо підняти диск із трубкою та ґнотом, не виймаючи ґнота з резервуара.

Увага! Диск із трубкою має щільно прикривати отвір резервуара спиртівки, щоб запобігти займанню спирту в самому резервуарі.
Підготовка до застосування
- у резервуар через лійку налити денатурований спирт (1/3 — 2/3 від загального об'єму резервуара спиртівки);
- у трубку вставити ґніт з некручених бавовняних ниток чи клоччя (але не з вати або марлі!). Ґніт має бути рівномірної товщини, входити не дуже щільно, але й не випадати з трубки, вільно діставати дна спиртівки.
- змочити його спиртом.
- Спиртівку закрити ковпачком, щоб спирт не випаровувався.

Запалювати спиртівку слід в такій послідовності
- перевірити, чи є в ній спирт; долити, як вказано вище
- зняти ковпачок;
- охайно розправити ґніт, не відтискуючи з нього спирт;
- піднести до ґнота запалений сірник або скіпку.

Увага! Не можна
- запалювати одну спиртівку від іншої,
- наливати спирт у палаючу спиртівку, тому що може виникнути пожежа.

Щоб збільшити полум'я, слід загасити спиртівку; утримуючи диск пальцями однієї руки, іншою витягти ґніт із трубки вгору на 1-1,5 см та розправити його. В разі низького рівня спирту долити його при погашеній спиртівці.
Якщо ґніт не дістає дна спиртівки, його необхідно замінити.
Якщо полум'я спиртівки зменшилось, а ґніт починає тліти, це значить, що спирт по ньому не підіймається. Слід загасити спиртівку, долити спирт через лійку або послабити стиснення ґнота в трубці.
Якщо спирт, який горить, розіллється на столі, відразу слід накрити його рушником, засипати піском або залити водою.
По закінченню роботи полум'я треба загасити накриванням ковпачком, який слід підносити збоку.